# Kyllian Antonio
Kyllian Anderson Antonio, né le 4 janvier 2008 à Champigny-sur-Marne (Val-de-Marne), est un footballeur français qui évolue au poste de défenseur au RC Lens.

## Biographie

### Carrière en club
Antonio commence sa formation au Champigny FC 94, club de sa ville natale, en 2015. En 2018, il rejoint l'US Torcy, où il évolue jusqu'en 2023. Cette année-là, il intègre le centre de formation du Racing Club de Lens, participant au championnat de France U19, ainsi qu'à la Youth League.
En 2024, il commence à jouer avec l'équipe réserve en National 3, avant d'être convoqué avec l'équipe première en octobre 2024. Le 30 mars 2025, il fait ses débuts professionnels en Ligue 1 lors d'un match contre le LOSC Lille, à l'âge de 17 ans.

### En sélections nationales
Antonio est appelé avec l'équipe de France des moins de 16 ans dès 2023.
En 2024, il intègre l'équipe de France U17. Il participe aux qualifications puis à la phase finale du Championnat d'Europe des moins de 17 ans 2025 en Albanie.

## Palmarès

### En sélection
France -17 ans
- Championnat d'Europe
  -  Finaliste en 2025.